# Типтонвил (Тенеси)
Типтонвил (енгл. Tiptonville) град је у америчкој савезној држави Тенеси.

## Демографија
По попису из 2010. године број становника је 4.464, што је 2.025 (83,0%) становника више него 2000. године.
| Група             | 2000.         | 2010.         |
| Белци             | 1.523 (62,4%) | 2.514 (56,3%) |
| Афроамериканци    | 882 (36,2%)   | 1.795 (40,2%) |
| Азијати           | 2 (0,1%)      | 8 (0,2%)      |
| Хиспаноамериканци | 20 (0,8%)     | 90 (2,0%)     |
| Укупно            | 2.439         | 4.464         |